# Chiesa di Gesù Buon Pastore (Roma)
La chiesa di Gesù Buon Pastore è un luogo di culto cattolico di Roma, sede dell'omonima parrocchia, situato in piazza dei Caduti della Montagnola, nell'area urbana Montagnola, quartiere Ardeatino.

## Storia e descrizione
Nel 1950 fu costruita per prima la cripta, poi i lavori si fermarono fino al 1957 anno in cui si trovarono i finanziamenti necessari per il completamento dell'opera. Una lapide in marmo all'ingresso destro della facciata ricorda che la consacrazione del Tempio e dell'altare maggiore avvenne il 18 marzo 1959.
La chiesa ha ricevuto due volte la visita di un papa: il 10 marzo 1963 quella di Giovanni XXIII e il 12 dicembre 1982 quella di Giovanni Paolo II.
Nella piazza antistante la chiesa sono presenti il parco e il monumento del piazzale dei Caduti della Montagnola, in ricordo dei 53 caduti italiani del settembre 1943 durante gli scontri tra l'esercito tedesco, i militari italiani ed i civili della resistenza locale.
La chiesa è sede della parrocchia omonima, eretta il 6 febbraio 1937 con il decreto del cardinale vicario Francesco Marchetti Selvaggiani "Cum valde utiles".
Sulla chiesa insiste il titolo cardinalizio di Gesù Buon Pastore alla Montagnola istituito da papa Giovanni Paolo II nel 1985.